# 年次有給休暇
年次有給休暇（ねんじゆうきゅうきゅうか）とは、労働者の休暇日のうち、使用者から賃金が支払われる休暇日のことである。「年次」とある通り、1年ごとに毎年一定の日数が与えられる。有給休暇、年次休暇、年休、有休などといわれることが多い。 国際労働機関条約では年間あたり3労働週、欧州連合指令では年間あたり4週間を確保するよう規制されている。

## 法的規制

### 国際条約
年次有給休暇は1936年の国際労働機関（ILO）第52号条約 によって定められた。
1970年6月24日の第54回総会ではILO第132号条約が採択された。これは「年次有給休暇に関する条約（1970年の改正条約）en:Holidays with Pay Convention (Revised), 1970」と呼ばれている。132号条約では船員をのぞくすべての被用者に対し、下記のような条件を定めている。
- 労働者は1年につき3労働週（5日制なら15日、6日制なら18日）の年次有給休暇の権利を有すること。
- 各国の権限のある機関または適当な機関は、年次有給休暇の分割を認めることができるが、その場合でも分割された一部は連続2労働週以上でなければならない。
- 勤務期間によって受給資格制限を設けられるが、それは6か月を超えてはならない。
- 祝日や慣習上の休日は、有給休暇の日数として数えてはならない。
- 一定の病気やけがでの欠勤は年休の一部として数えないことができる。

第52号条約の批准国は欧州、中南米諸国を中心に54か国、第132号条約の批准国は38か国である。一方、日本、韓国、中国、アメリカ、カナダ、イギリス等は両条約とも未批准である。
船員の有給休暇については一般の労働者とは別建てで、1936年の第54号条約によって定められ、「海洋航行船舶に乗り組む船長、職員、無線通信士については年に最低12労働日、その他の船員については最低9労働日の有給休暇」の権利を定めた。しかしわずか6か国の批准にとどまり未発効のまま終わった。その後、1946年の第72号条約、1949年の第91号条約、1976年の第146号条約で改正され「休暇は、いかなる場合にも、一年の勤務につき30暦日を下回ってはならない。」とされた。現在は海上労働に関する包括的な条約である2006年の海上の労働に関する条約によって定める。2006年条約の批准国は97か国で、日本は2013年8月5日に同条約を批准している。

### 欧州連合
欧州連合の労働時間指令（Working Time Directive 2003, 2003/88/EC）では、加盟国における条件を満たす労働者に対しては、最低4週間の有給休暇を付与するよう規制している。
ヨーロッパでは国によっては、有給休日という制度がある。日本では民間の労働者については法で制定されていないが、事業場で特定した休日、例えば、国民の祝日、会社の創立記念日、メーデー、年末年始等があるが、これらの特定休日に休業した労働者に対しても通常支払われる賃金の全額または一定額（率）が支払われる場合を有給休日と呼んでいる。有給休日が最も多い国はオーストリア・ポルトガル・イタリアの13日である。フィンランドは有給休日が9日のため実に39日も有給休暇・休日がある。イタリア共和国憲法第36条では、労働者は毎週の休息及び年次有給休暇に対する権利を有し、この権利は放棄することができないと定めている。
ヨーロッパの企業は、残業・休日出勤は無く、有給は完全消化が当たり前であり、夏休みは一カ月取れる。欧州では、総じて最低賃金、有給休暇・休日共に多い。これは、フランス革命、ロシア革命から続く労働者と資本家の階級闘争の結果、労働者が勝ち取った、歴史に裏打ちされた権利であり、当該諸国の国民の間ではそうした権利を享受することが当然であるという価値観が根付いているためである。
ドイツでは1963年に施行された連邦休暇法に基づき、最低限24日の年休を設定することになっている。多くの企業は30日の有給休暇を規定しており、長期の休暇がごく普通になっている。
日本では労働者が有給休暇を取るタイミングを指定できるが、ヨーロッパの有給休暇は強制的な休暇であり、労働者は有給休暇を取るタイミングは指定できない。

## 統計

### 有給休暇を使い切る労働者の割合
ヨーロッパでは、有給休暇の消化率は90%を超えているが、日本では2000年代では47%近辺で推移している。
2010年8月6日、ロイターが調査会社のイプソスと協力し、24か国において有給休暇を使い切る労働者の割合を調査しまとめた結果を公表した。日本は33%で、22位のオーストラリアと南アフリカ共和国の47%に大きく差を開けられたうえでの最下位であった。
| 国名           | 順位（高率順） | 完全取得率 |
| フランス       | 1              | 89%        |
| アルゼンチン   | 2              | 80%        |
| ハンガリー     | 3              | 78%        |
| イギリス       | 4              | 77%        |
| スペイン       | 4              | 77%        |
| サウジアラビア | 6              | 76%        |
| ドイツ         | 7              | 75%        |
| ベルギー       | 8              | 74%        |
| トルコ         | 8              | 74%        |
| インドネシア   | 10             | 70%        |
| メキシコ       | 11             | 67%        |
| ロシア         | 11             | 67%        |
| イタリア       | 13             | 66%        |
| ポーランド     | 13             | 66%        |
| 中国           | 15             | 65%        |
| スウェーデン   | 16             | 63%        |
| ブラジル       | 17             | 59%        |
| インド         | 17             | 59%        |
| カナダ         | 19             | 58%        |
| アメリカ合衆国 | 20             | 57%        |
| 韓国           | 21             | 53%        |
| オーストラリア | 22             | 47%        |
| 南アフリカ     | 22             | 47%        |
| 日本           | 24             | 33%        |

### 有給休暇の給付日数と取得日数
旅行会社のエクスペディアジャパンが、日本を含めた12カ国における有給休暇の取得状況の調査結果を公表している。2010年の調査において、日本は最下位（平均給付日数と平均取得日数ともに最低）という調査結果が得られている。
| 国名           | 順位（平均取得日数順） | 平均給付日数 | 平均取得日数 |
| フランス       | 1                      | 37.4         | 34.7         |
| スペイン       | 2                      | 31.9         | 28.6         |
| デンマーク     | 3                      | 29.2         | 26.9         |
| イタリア       | 4                      | 32.3         | 26.5         |
| ノルウェー     | 5                      | 27.7         | 25.6         |
| イギリス       | 6                      | 27.9         | 25.5         |
| ドイツ         | 7                      | 27.6         | 25.5         |
| スウェーデン   | 8                      | 27.4         | 24.2         |
| カナダ         | 9                      | 19.7         | 17.5         |
| オーストラリア | 10                     | 20           | 16.5         |
| アメリカ       | 11                     | 16.9         | 14           |
| 日本           | 12                     | 16.6         | 9.3          |

## 日本の法制
- 本項で労働基準法について以下では条数のみを挙げる。

日本で労働者一般に対する年次有給休暇が導入されたのは戦後の1947年（昭和22年）に定められた労働基準法による（工場法には年次有給休暇についての規定はなかった。官庁職員については「官庁執務時間並休暇ニ関スル件」（大正11年7月4日閣令）による「賜暇制度」が年次有給休暇に相当するものとしてあった。）。制定当初は当時のILO52号条約に定められた最低日数（6日）に倣って労働基準法でも最低日数を6日としていたが、同条約他、国際条約等での日数引き上げに対応して1988年（昭和63年）4月に最低10日に引き上げ、同時に比例付与、計画的付与の規定も導入した。もっとも日本はILO第52号・第132号条約ほかILOの労働者保護に関する条約のほとんどを批准していない。また権利取得のために一定以上の出勤率を要求することも諸外国には見られない規定である。
第39条は、労働者の心身の疲労を回復させ、労働力の維持培養を図るとともに、ゆとりある生活の実現にも資するという趣旨から、毎年一定日数の有給休暇を与えることを規定している。年次有給休暇は労働者が休暇の時季指定をし、使用者による有効な時季変更権の行使がないとき（時季変更権の行使を解除条件として）に成立し、年次有給休暇が成立すると、その時季指定された日について労働義務が消滅する。法律上当然に労働者に生ずる権利であり、労働者の請求を待って初めて生ずるものではない。使用者の許可や承認は不要であり、そのような観念を容れる余地そのものがない。労働者が年次有給休暇の取得を請求する際の「請求」とは、休暇の時季の指定であり、この請求があった際に使用者が判断する要素は時季変更権の行使の可否のみである。年次有給休暇は労働者が請求する時季に与えることとされているので、本条（労働基準法第39条）所定の要件を満たした休暇権を取得した労働者に対しては、使用者はこれを積極的に与えるよう努める必要はあるが、労働者から具体的にその請求がない限り使用者はこれを与えなくても本条（労働基準法第39条）違反の責を負わないと解される（労働法コンメンタール３、厚生労働省労働基準局編）。請求にあたって労働者に請求の理由を使用者が求めることがあるが、これを禁止する法律はない。ただし、請求の理由をもとに時季変更権を行使することはできず、時季変更権を行使しない側の理由にすることができるだけである。

労働条件通知書

シフト制により労働日を指定される労働者の場合、シフトにより労働日が指定される前には、年次有給休暇の時季指定を行うことはできない。仮にシフトにより労働日が指定される前に特定の日に時季指定を行っても、特定の日がシフトにより労働日に指定されず所定休日に指定された場合には、その日を年次有給休暇として取り扱う必要はない。
休暇に関する事項は、就業規則の絶対的必要記載事項とされていて（第89条）、使用者は年次有給休暇に関する事項を就業規則に記載しなければならない。また労働条件の絶対的明示事項ともされていて（第15条）、使用者は労働契約締結に際して労働者に対して年次有給休暇に関する事項を書面で明示しなければならない。なお、管理監督者等の、いわゆる第41条該当者においても、年次有給休暇の規定は適用される。
世界各国の年次有給休暇の取得率と比較して日本の年次有給休暇の取得率は並外れて低いことが問題視されており、こうしたことが長時間労働や働きすぎを招いており、健康を害したり、精神疾患（うつ病など）や過労死、過労自殺に至る労働者が後を絶たない原因と考えられている。2010年の経済財政白書では「有給休暇の完全消化で大幅な個人消費の拡大が可能」としており。有給休暇の延べ残日数を1年で約450,000,000日程度と試算、これは1年を約365.25日とすると約12,320年120日になる。これが完全に消化されたと仮定して、雇用者1人につき1日当たり1,000円の追加的な消費が行われた場合、控え目に見てもGDPの約0.1％の個人消費が誘発され、長期の家族旅行などが追加的に行われるならより大きな効果も期待できるとしている。平成18年4月に施行された「労働時間等の設定の改善に関する特別措置法」の第2条では、「事業主は、その雇用する労働者の労働時間等の設定の改善を図るため、業務の繁閑に応じた労働者の始業及び終業の時刻の設定、年次有給休暇を取得しやすい環境の整備その他の必要な措置を講ずるように努めなければならない」、と定めている。

### 権利の性質
使用者は、その雇入れの日から起算して6箇月間継続勤務し全労働日の8割以上出勤した労働者に対して、継続し、又は分割した10労働日の有給休暇を与えなければならない（第39条第1項）。1994年（平成6年）4月の改正法施行により、法制定当初からの「1年間継続勤務」から「6箇月間継続勤務」に要件を緩和した。
さらに1年間、8割以上継続出勤するごとに有給休暇は10労働日に加えて勤続2年6箇月目まで1労働日ずつ加算して付与され、勤続3年6箇月目からは2労働日ずつ加算して付与される。勤続6年6箇月経過時には20労働日に達し、以降は1年間の継続勤務ごとに20日を付与すればよい（第39条第2項）。「8割出勤」を条件としているのは、労働者の勤怠の状況を勘案して、特に出勤率の低い者を除外する立法趣旨であるとしているが（八千代交通事件・最判平成25年6月6日、平成25年7月10日基発0710第3号）、「出勤日数を年休付与の条件とすることはもはや時代遅れともいえる」と学説はこの解釈を批判している。
付与日数は、現行法では具体的に以下の表の通りである。この日数はあくまで法定の最低基準（第1条）であり、これを減ずることはできない。
| 継続勤務年数     | 0.5年 | 1.5年 | 2.5年 | 3.5年 | 4.5年 | 5.5年 | 6.5年以上 |
| ---------------- | ----- | ----- | ----- | ----- | ----- | ----- | --------- |
| 法定最低付与日数 | 10日  | 11日  | 12日  | 14日  | 16日  | 18日  | 20日      |

- 「雇い入れの日」は雇用開始日から起算する。雇用開始日は本採用の日ではなく、試用期間があったならその試用期間の開始日が雇用開始日である。雇い入れ年月日の判然としない場合、事業者においてこれを確認する義務がある[21]。
- 「継続勤務」とは、在籍期間をいうため、雇用形態は要件に求められていない。継続勤務かどうかについては、単に形式的にのみ判断すべきものでなく、勤務の実態に即し実質的に判断すべきものである（昭和63年3月14日基発150号、平成16年8月27日基発第0827001号）。したがって、正社員だけではなく非正規社員（派遣社員、契約社員、パートタイマー、アルバイトなど）も、この条件を満たせば例外なく年次有給休暇の権利は法律上当然に成立する[22]。短期間の契約期間が更新され6か月以上に及んでいる場合であっても、雇入れの日から起算して6か月間継続勤務した場合は法に定めるところにより年次有給休暇を付与する必要がある（平成16年8月27日基発第0827001号）。アルバイトを正社員に切り替えたような場合や、会社が解散し権利義務関係が新会社に包括承継された場合には、実質的に労働関係が継続している限り勤務期間は通算される。会社が解散等して権利関係を継続しない別法人に移行した場合には、新たな法人に新規に雇われた扱いとなり、年次有給休暇は継続しない。また私傷病により休職していても、復職した場合は休職期間も継続勤務に含む。会社を退職後、一定期間後に同じ会社に勤めた場合には、退職前の雇用と再度の雇用が継続していると判断される特別な事情がなければ、再度の雇用期間から計算し、通算はされない。派遣労働者については、派遣元の使用者が年次有給休暇を与えなければならない。なお、派遣労働者が派遣元との雇用関係を終了させ新たに派遣先で雇用された場合については、派遣元での在籍期間は派遣先に係る継続勤務として扱わなくても差し支えない。
- 「全労働日」とは、就業規則その他により労働義務のある日を指す（昭和33年2月13日基発90号）。したがって、総暦日数から所定の休日（休日労働をさせた日を含む）、代替休暇取得日、正当な争議行為の日、公民権の行使・公の職務執行の日（第7条）を除いた日数となる。
  1. 労働者の責に帰すべき事由によるとはいえない不就労日は、2．に該当する場合を除き、出勤率の算定に当たっては、出勤日数に算入すべきものとして全労働日に含まれるものとする。例えば、裁判所の判決により解雇が無効と確定した場合や、労働委員会による救済命令を受けて会社が解雇の取消しを行った場合の解雇日から復職日までの不就労日のように、労働者が使用者から正当な理由なく就労を拒まれたために就労することができなかった日が考えられる（平成25年7月10日基発0710第3号）。
  2. 労働者の責に帰すべき事由によるとはいえない不就労日であっても、次に掲げる日のように、当事者間の衡平等の観点から出勤日数に算入するのが相当でないものは、全労働日に含まれないものとする。
    - 不可抗力による休業日
    - 使用者側に起因する経営、管理上の障害による休業日
    - 正当な同盟罷業その他正当な争議行為により労務の提供が全くなされなかった日
- 「出勤日」には、出勤したとみなす休業日を含む。具体的には、業務上の負傷による休業期間、育児休業（育児介護休業法第5条、平成5年7月1日発基60号[注 4]）、介護休業（育児介護休業法第11条）、産前産後休業期間（第65条、昭和23年7月31日基収2675号）、年次有給休暇取得日（昭和22年9月13日発基17号）を指す。一方、休日労働をさせた日、生理休暇（第68条）[注 5]、子の看護休暇（育児介護休業法第16条の2）、介護休暇（育児介護休業法第16条の5）を取得した期間については出勤したものとしては扱われない（第39条第8項）。
- 「8割以上出勤」について、8割以上出勤しなかった場合は、その年の分は付与されないが、そのことによって付与日数が変わるわけではない。したがって、勤続1年目出勤率8割以上、2年目8割未満、3年目8割以上の労働者に対しては、3年目の有給休暇はゼロ、4年目の有給休暇は12日（11日ではない）となる（昭和22年11月26日基発389号）。
- 中途採用者が多い等、権利発生日の異なる者が大勢いる場合、事務の煩雑をさけるため年1回の基準日を設けて一斉に付与してもよい（昭和23年3月31日基発513号）。しかし、入社日の違いによって一時的にでも法の定める休暇の基準を下回る労働者が発生してはならない。したがって、勤続1年未満の労働者に対しては、使用者の負担において残余の日数についてはすべて出勤したものとみなして年次有給休暇を与えなければならない。また勤続1年未満の労働者に対して、それまでの期間に出勤率8割以上の者のみに年次有給休暇を与えることは、勤続1年に達し出勤率8割に達した者が年次有給休暇を請求してもそれが与えられないこととなり、違法となる場合がある。
- 上記を超える日数を労使間で協約しているときは、その超過日数分については、第39条によらず労使間で定めるところによって取り扱って差支えない（昭和23年3月31日基発第513号、昭和23年10月15日基収3650号）。なお、労働基準法上は最低基準日数分と超過日数分との扱いを特に区別していないため、就業規則等で区別して扱う旨を定めていないかぎり、両者は同様に取り扱われるものと推定されると解される[23]。
  - 人事院「令和元年度民間企業の勤務条件制度等調査」によれば、有期雇用従業員（労働時間が正社員の4分の3を超える従業員）を雇用する仕組みがある企業のうち、年次有給休暇が雇用当初から付与される企業の割合は20.0%となっている。また、年次有給休暇が雇用当初に付与される企業のうち、「年次有給休暇が雇用当初に付与されるための条件がない」とした企業の割合は82.7%となっている。さらに、有期雇用従業員の年次有給休暇が雇用当初に一律の日数で付与される企業について、その日数をみると、「10日」としている企業の割合が65.4%と最も多くなっている[24]。

#### 年次有給休暇の比例付与
1週間の所定労働日数が4日以下かつ所定労働時間が30時間未満の労働者、または1年間の所定労働日数が48日以上216日以下かつ所定労働時間が30時間未満の労働者については、その労働日数に比例した年次有給休暇が与えられる（第39条第3項、施行規則第24条の3）。これを年次有給休暇の比例付与という。
年次有給休暇の比例付与に該当する労働者における年次有給休暇の付与日数は、以下の表の通りである（労働基準法施行規則第24条の3）。
| 週所定労働日数 | 年所定労働日数 | 継続勤務年数 | 継続勤務年数 | 継続勤務年数 | 継続勤務年数 | 継続勤務年数 | 継続勤務年数 | 継続勤務年数 |
| 週所定労働日数 | 年所定労働日数 | 0.5年        | 1.5年        | 2.5年        | 3.5年        | 4.5年        | 5.5年        | 6.5年以上    |
| -------------- | -------------- | ------------ | ------------ | ------------ | ------------ | ------------ | ------------ | ------------ |
| 4日            | 169日 - 216日  | 7日          | 8日          | 9日          | 10日         | 12日         | 13日         | 15日         |
| 3日            | 121日 - 168日  | 5日          | 6日          | 6日          | 8日          | 9日          | 10日         | 11日         |
| 2日            | 73日 - 120日   | 3日          | 4日          | 4日          | 5日          | 6日          | 6日          | 7日          |
| 1日            | 48日 - 72日    | 1日          | 2日          | 2日          | 2日          | 3日          | 3日          | 3日          |

比例付与の場合も、あくまで最低基準であるため、上記を超える日数を労使間で協約しているときは、その超過日数分については、第39条によらず労使間で定めるところによって取り扱って差支えない。なお、付与日数は権利発生日の身分によって決定されるので、例えば入社時には比例付与の対象者であったとしても、6箇月経過日（権利発生日）に比例付与の対象者でなくなっていたとすれば、第39条第3項ではなく第1項により10労働日の年次有給休暇を付与しなければならない。また、年度の途中で所定労働日数が変更された場合でも、権利発生日における初めの日数のままとなる（すでに与えられた休暇日数に変更はない）。
「労働時間は、事業場を異にする場合においても、労働時間に関する規定の適用については通算する。」（第38条1項）とされているが、年次有給休暇については、労働時間に関する規定ではなく、その適用において自らの事業場における労働時間及び他の使用者の事業場における労働時間は通算されない（令和2年9月1日基発0901第3号）。

#### 職業訓練に関する特例
認定職業訓練を受ける未成年の労働者については、継続勤務年数が6箇月目で12労働日付与され、以降はこの12労働日を基準として、勤続2年6箇月目まで1労働日ずつ加算して付与され、勤続3年6箇月目からは2労働日ずつ加算して付与される。継続勤務5.5年以上では1年ごとに12労働日に加えて8労働日を加算する（第72条）。職業訓練に関する特例の適用を受ける労働者については、ある種の労働条件について一般労働者より不利な取り扱いを受けることになるため、特に未成年者に対しては年次有給休暇について一般労働者より高い水準によって取り扱う趣旨である（昭和22年12月9日基発53号）。
| 継続勤務年数     | 0.5年 | 1.5年 | 2.5年 | 3.5年 | 4.5年 | 5.5年 | 6.5年以上 |
| ---------------- | ----- | ----- | ----- | ----- | ----- | ----- | --------- |
| 法定最低付与日数 | 12日  | 13日  | 14日  | 16日  | 18日  | 20日  | 20日      |

特例適用となる未成年労働者であったときに発生し、その年度内に行使されなかった年次有給休暇の請求権は、2年の時効によって消滅するまでは、たとえ労働者が適用未成年者でなくなったとしても、消滅することなく存続する（昭和34年5月4日基収2275号）。

#### 時間単位での付与
2010年4月より施行された改正法により、従来は日単位での取得しか認められていなかった年次有給休暇が、事前に労使協定 を締結することにより1年に5日分を限度として時間単位でも取得が可能となった（第39条第4項）。比例付与の対象労働者であっても同様である。ただし、計画的付与として与えることはできない（平成21年5月29日基発0529001号）。労使協定が必要なため、労働者側だけが望んでも、また、使用者側だけが望んでも、この制度の利用はできない。なお、労使協定が成立した場合は、日単位で取得するか時間単位で取得するかについては労働者の意思によるものである（平成21年5月29日基発0529001号）。
労使協定には以下の事項を定めなければならない。なお、当該労使協定は、行政官庁に届出る必要はない。
1. 時間を単位として有給休暇を与えることができることとされる労働者の範囲
時間単位の取得に際しては、事業の正常な運営との調整が考慮されるものであるから、例えば一斉作業が必要な業務に従事する労働者には時間単位年休はなじまないことが考えられる。なお、利用目的によって対象労働者の範囲を定めることはできない。
2. 時間を単位として与えることができることとされる有給休暇の日数（5日以内）
「5日以内」については、前年度からの繰越分も含めて判断する。
3. 時間を単位として与えることができることとされる有給休暇1日の時間数
1日分の年次有給休暇が何時間分の時間単位年休に相当するかは、当該労働者の所定労働時間数を基に定めることになるが、所定労働時間数に1時間未満の端数がある労働者に不利益にならないよう、1日の所定労働時間数を下回らないよう協定する（規則第24条の4）。具体的には、1時間未満の端数は1時間に切り上げる必要がある。
4. 1時間以外の時間を単位として有給休暇を与えることとする場合には、その時間数
2時間や3時間といった、1時間以外の時間を単位とする場合、1日の所定労働時間数と同じ又はこれを超える時間数を協定してしまうと、時間単位年休の取得が事実上不可能になってしまうことから、時間年休の単位は1日の所定労働時間数に満たないものとする。

#### 年次有給休暇の計画的付与
使用者は、労使協定 により、年次有給休暇の日数のうち5日を超える部分を労働者の請求する時季によらず、労使協定で定めた計画的時季に付与することができる（第39条第6項）。これを年次有給休暇の計画的付与、計画年休などという。昭和63年の改正法施行により導入された。その趣旨は、日本における年次有給休暇の取得率が、完全取得が原則である欧米諸国と比べてきわめて低い水準にとどまっていることにかんがみ、年次有給休暇の取得率を向上させ、労働時間短縮を推進するためには、職場において、労働者が自己の業務を調整しながら、気がねなく年次有給休暇を取得できることとすることが有効であることから、労働者の個人的事由による取得のために一定の日数を留保しつつ、これを超える日数については、労使協定による計画的付与を認めることとしたものである（昭和63年1月1日基発1号）。
計画的付与の方式としては、事業場全体の休業による一斉付与方式、班別の交替制付与方式、年次有給休暇付与計画表による個人別付与方式等が考えられるが、それぞれの場合に労使協定において定められるべき事項としては、次のものが考えられるものであること。なお、特別の事情により年次有給休暇の付与日があらかじめ定められることが適当でない労働者については、年次有給休暇の計画的付与の労使協定を結ぶ際、計画的付与の対象から除外することも含め、十分労使関係者が考慮する（昭和63年1月1日基発1号）。
- 事業場全体の休業による一斉付与の場合には、具体的な年次有給休暇の付与日
- 班別の交替制付与の場合には、班別の具体的な年次有給休暇の付与日
- 年次有給休暇付与計画表による個人別付与の場合には、計画表を作成する時期、手続等

計画年休で日付が特定されると、その後に事情が変わったとしても、使用者からも労働者からも、また両者が合意したとしても、その日付を変更することができない（昭和63年3月14日基発150号）。フレックスタイム制の適用を受ける労働者であっても同様である。いいかえれば、毎年度最低5日分の年次有給休暇は純然たる個人的利用に委ねられる。計画的付与は、当該付与日が労働日であることを前提に行われるものであり、退職予定者については退職後を付与日とする計画的付与はできない。請求しうる年次有給休暇日数が5日以下の労働者については、計画的付与の対象とすることはできないが、年次有給休暇の日数が足りない、あるいはない労働者を含めて年次有給休暇を計画的に付与する場合には、付与日数を増やす等の措置が必要なものであること（昭和63年1月1日基発1号）。
当該労使協定は、行政官庁に届出る必要はない。また、当該協定は、労働基準法違反の罰則の適用を受けない免罰的効力のほか、当該計画的付与部分に対する労働者の時季指定権と使用者の時季変更権を消滅させる効力を有する。なお協定により事業場全体の休業による一斉付与を行った場合、年次有給休暇の権利のない者を休業させればその者に休業手当を支払わなければならない（第26条、昭和63年3月14日基発150号）。
労働時間等の設定の改善に関する特別措置法では、事業主等の責務を適切に対処するための指針により、計画的付与制度の活用を図ることを事業主の努力義務としている（同法4条、平成22年12月9日厚労告409号）。

#### 時季指定の方法
| 休日                                                          | 休日                                                          | 労働日                                                                        | 労働日                                       | 労働日                                                 |
| ------------------------------------------------------------- | ------------------------------------------------------------- | ----------------------------------------------------------------------------- | -------------------------------------------- | ------------------------------------------------------ |
| 就業規則・労働契約等の定めにより 当初から労務提供義務のない日 | 就業規則・労働契約等の定めにより 当初から労務提供義務のない日 | 労働者が雇用契約に 従い労務に服する日                                         | 労働者が雇用契約に 従い労務に服する日        | 労働者が雇用契約に 従い労務に服する日                  |
| 所定休日（広義）                                              | 所定休日（広義）                                              |                                                                               | 代休                                         | 休暇                                                   |
| 法定休日                                                      | 法定外休日 所定休日（狭義）                                   | 休日労働の後に その代替として労働日の中から 日を指定して 労働者を休ませること | 労働日の中から 日を指定して 労働者が休むこと |                                                        |
| 原則:毎週1回（週休制） 例外:4週4日（変形休日制）              | 法定以上に 付与される休日                                     | 休日労働の後に その代替として労働日の中から 日を指定して 労働者を休ませること | 労働日の中から 日を指定して 労働者が休むこと |                                                        |
| 0時から24時までの 労働に対し休日 割増賃金の対象               | 法定労働時間を超えた 部分が時間外割増 賃金の支払い対象        | 法定労働時間を超えた 部分が時間外割増 賃金の支払い対象                        | 有給か無給（賃金控除） かは就業規則による    | 年次有給休暇は有給 （算出方法は就業規則 の定めによる） |

労働者が時季指定をどのように行うかについて法文上の定めはなく、意思表示の一般原則に従い時季指定の方法は問わないとし、また時期指定の期限については、使用者が休暇開始前に時季変更権を行使するか否かの判断をなしうる時間的余裕は認められるべきとするのが通説であるが、実際には当該企業の就業規則に定める手続きによる。所定の書面によるべきとする規定（東京高判平成5年1月27日）や、時季指定の期限を前々日までとする規定（最判昭和57年3月18日）も合理性を有するとして有効とされている。もっともこのような規定に反してなされた時季指定であっても時季指定としての効力を生じないのでなく、使用者が時季変更権を適法に行使する一要素と解される（名古屋地判昭和51年4月30日）。
労働者の年次有給休暇の請求（時季指定）に対する使用者の時季変更権の行使が、労働者の指定した休暇期間が開始し又は経過した後にされた場合であっても、労働者の休暇の請求自体がその指定した休暇期間の始期にきわめて接近してされたため使用者において時季変更権を行使するか否かを事前に判断する時間的余裕がなかったようなときには、それが事前にされなかったことのゆえに直ちに時季変更権の行使が不適法となるものではなく、客観的に当該時季変更権を行使しうる事由が存し、かつ、その行使が遅滞なくされたものである場合には、適法な時季変更権の行使があったものとしてその効力を認めるのが相当である。
労働者が年次有給休暇を取得した労働日につき、欠勤として扱い処理することは許されない。なお、労働者において任意に遅刻その他の事情により就業にさしつかえた日を年次有給休暇に振りかえることはできないものと解すべきである。欠勤日を労働者の請求により年次有給休暇に振り替える取り扱いが制度として確立している場合には、就業規則に規定することが必要である。
休職命令により従来所属していた配属を離れ、以後は単に会社に籍があるにとどまり、会社に対して全く労働義務が免除されることとなる場合において、休職発令された者が年次有給休暇を請求したときは、労働義務がない日について年次有給休暇を請求する余地がないことから、これらの休職者は年次有給休暇の請求はできない。労働組合の専従期間や病気休業期間中、育児休業申出後の育児休業期間等についても同様である。一方、育児休業申出前に年次有給休暇の時季指定をした場合、その後、当該指定した日を含めた期間について育児休業を取得した場合、すでに年次有給休暇が成立しているので、その日は年次有給休暇の日となる。

### 時季変更権
使用者は、有給休暇を労働者の請求する時季（法文上「時期」ではなく「時季」）に与えなければならないのが原則である（第39条第5項）。使用者は、労働者の請求する時季に有給休暇を与えると事業の正常な運営を妨げる場合に限り、例外的に他の時季にこれを与えることができる（第39条第5項但書）。これを時季変更権という。事業の正常な運営を保持するために必要あるときは年度を超えての変更や、労働者の意に反する場合においても時季変更権を行使できる（昭和23年7月27日基収2622号）。時間単位での請求に対する変更もできる。ただし、日単位での請求に対して時間単位に変更したり、時間単位での請求に対して日単位に変更することはできない（平成21年5月29日基発0529001号）。
時季変更権の行使要件は「事業の正常な運営を妨げる場合」であり、個別的具体的に客観的に判断される。単に業務多忙という理由では行使はできない。代替勤務者の確保や勤務割を変更するなどの努力せずして時季変更権の行使は許されない（横手統制電話中継所事件、最判昭和62年9月22日）。なお派遣労働者の場合は、「事業の正常な運営」の判断は、派遣元の事業についてなされる（昭和61年6月6日基発333号）。
使用者に与えられている時季変更権は、文字通り有給休暇を与える時季を変更することができる権利であって、労働者からの有給休暇の取得請求そのものを拒否できる権利ではない。争議行為の例外を除き、使用者には一切の拒否権がないので、労働者に対する有給休暇の付与を拒否することはできず、労働者の請求により発生した与えるべき有給休暇を後から取り消す余地も当然にない。なお、使用者が時季変更権を行使せず労働者の請求通りに有給休暇を与えることを一旦決した後に時季変更権を行使する場合、時季変更権の行使要件を満たしたうえでの正当な権利行使でない限りは時季変更権を行使することは当然できない（全日本空輸（大阪空港支店）事件、大阪地判平成10年9月30日）。
時季変更権の行使時、事由消滅後は可能な限り速やかに休暇を与えなければならないとされる（昭和23年7月27日基収2622号）。この時季変更権の行使によって労働者の指定した日付での使用を認めない場合には、代替の日付を同時に指定する必要はなく、具体性のない先送りでも認められるとする高裁判例がある（JR東日本（高崎車両区・年休）事件、東京高判平成12年8月31日）。この判例では、年休取得時季を変更しても、会社は労働者に別の時季を指定する義務を負わないとされている。
時間単位年休の場合、時季変更権の行使のためであっても、あらかじめ労使協定で時間単位年休を取得できない時間帯を定めておくこと、所定労働時間の中途に時間単位年休を取得することを制限すること、一日において取得できる時間数を制限することは認められない（平成21年5月29日基発0529001号）。
もっとも、時季変更権を使用者が行使した場合、その可否を判断するのは民事的な問題であるため、労働基準監督署では判断する権限はなく、一度なされた時季変更権を労働者が否定するには、都道府県労働局によるあっせん等の申し立てや、終局的には裁判所での判断が必要になる。このため、事実上、理由の適否に関わらず、使用者が時季変更権を行使してしまえば、年次有給休暇の取得を強制させるのは困難になる。

#### 長期かつ連続した年次有給休暇の請求
労働者が長期かつ連続の年次有給休暇を取得しようとする場合、それが長期のものであればあるほど、代替勤務者を確保することの困難さが増大するなど事業の正常な運営に支障をきたす蓋然性が高くなり、使用者の業務計画、他の労働者の休暇予定等との事前の調整を図る必要性が生ずるのが通常であると解される。労働者がこうした調整を経ることなく長期かつ連続した年次有給休暇の時季指定をした場合、これに対する使用者の時季変更権の行使については、休暇が事業運営にどのような支障をもたらすか、休暇の時期、期間についてどの程度の修正、変更を行うかに関し、使用者にある程度の裁量的判断の余地が認められ、その裁量的判断が不合理なものでなければ適法とされる（時事通信社事件、最判平成4年6月23日）。実際には長期かつ連続した年次有給休暇を労働者が希望する場合には、あらかじめ会社の内部規定で一定日数以上前に上司に申し出ることや、公休日を年次有給休暇所得希望日に振り替える対応を行うことがある旨を定めておくことになる。
負傷又は傷病等により長期療養中の労働者が休業期間中年次有給休暇を請求した場合には、年次有給休暇を労働者が病気欠勤等に充用することが許されることから、このような労働者に対して請求があれば年次有給休暇を与えなければならない（昭和24年12月28日基発1456号）。

#### 離職時との関係
未消化分の年次有給休暇については、退職日までに全て取得が可能であるが、年次有給休暇は労働者と使用者間に労働関係が存在していることを前提としている制度であるため、労働者の退職日を越える時季変更は行えない（昭和49年1月11日基収第5554号）。したがって、退職する労働者につき年次有給休暇の未消化日数が存在し、未消化分の年次有給休暇の一部あるいは全ての消化を請求し退職日までの間に1日も出勤せず退職日を迎える状態になった場合、時季変更による代替日の指定が不可能となるため、使用者は行使要件を満たしていても時季変更権を行使できなくなる。年度途中で労働者が退職することとなったとしても、年度当初から退職日までの日数で按分した休暇日数を付与することはできないし、計画的付与日が退職後の日に設定されているからという理由で、請求を拒否することもできない。なお、労使それぞれの状況を総合して、退職時の有給一括消化があまりにも背信的な場合は、労働者側の権利の濫用として、会社に時季変更権が認められるという判決がある（ライドウェーブコンサルティングほか事件、東京高等裁判所判決平成21年10月21日）。このため、退職時であっても会社側が時季変更権を行使したと主張すれば、退職時であっても年次有給休暇の取得には民事的要素が大きく影響するため、労働基準監督署では判断できなくなっている。
解雇予告した労働者が年次有給休暇の権利を有する場合、年次有給休暇の権利は解雇予告期間中に行使しなければ消滅する（昭和23年4月26日基発651号）。休暇を消化するのが退職日以降になってしまう場合は、退職日まで有効とし、それ以降は無効となる。ただし、法律で付与されるべき分を超える休暇に相当する分の買取、あるいは残日数に応じた金銭の調整的給付を事後に行うことは、在職時の年次有給休暇の取得を抑制することになるため、行政は消極的な見解ではあるが、否定をしておらず、行政指導も行われていない。

### 自由利用の原則
年次有給休暇の利用目的は労働基準法の関知するところではなく労働者の自由である ことから、労働者は年次有給休暇を取得する旨を事前に使用者に伝える必要はあっても、その理由までを使用者に伝える義務はない。有給休暇は「理由なし」も含めて理由の如何にかかわらず取得できるものであり、使用者は労働者に対しその理由をもとに年次有給休暇の取得を制限することはできないし、労働者が述べた理由が虚偽であったとしてもそのことをもって一度取得した年次有給休暇を使用者が取消すことはできない。なお、虚偽の理由による年次有給休暇の取得について、就業規則上の懲戒処分をすることは可能とする高裁判例がある（東京高判昭和55年2月18日。ただし、この判決には学説からの批判が根強い。）。そして、使用者が労働者に対し年次有給休暇の理由を聞くことを禁止・制限する法律はなく、他の労働者との年次有給休暇取得の優先順位の調整等のために理由を聞くことは実際には多く行われている（新潟鉄道郵便局事件、東京高判昭和56年3月30日では、同一時季に複数の労働者により時季指定がなされ、一部の労働者の時季指定に対して適法に時季変更権を行使しうる場合、どの労働者に時季変更権を行使するかは基本的に使用者の裁量に委ねられるとする。学説では、この際に利用目的を尋ねることは例外的に許されるとする見解と、目的によって使用者の裁量的余地を与えるのには賛成できないとする見解が対立している）。

#### 年次有給休暇の請求を拒否できる場合
労働者の年次有給休暇取得の請求目的が労働者の所属する事業所に対する争議行為（ストライキ等)に参加するためであった場合は、使用者はこれを拒否できる（応じてもよい）（昭和27年7月25日 基収第3821号）。既に年次有給休暇を与えることを使用者が承認した後においても、労働者がその日に争議に参加した場合には、使用者はその日を年次有給休暇として取り扱わなくても違法ではない。争議行為当日まで年次有給休暇取得の請求がなく、後日振り替えで申請があった場合も同様である。
労働者がその所属の事業場においてその業務の正常な運営の阻害を目的として一斉に休暇を提出して職場を放棄する場合（一斉休暇闘争）は、年次有給休暇に名を借りたストライキにほかならないから、それは年次有給休暇とはならないとするのが判例・行政解釈の立場である。
この例外は、あくまで労働者が勤務する事業所に対するストライキに参加する場合に限られる。労働者が他事業主体のストライキへの参加や関与のために年次有給休暇を請求した場合は除外される。また、争議行為が当該労働者の労働義務のない時間帯において行われた場合、年次有給休暇を争議行為に利用したことにならない（昭和42年8月11日基収3932号）。
実際には一斉休暇闘争と他の事業場への争議行為に参加する行動との判別はときに困難である。一斉休暇闘争も基本的には年休の時季指定とみなしたうえで、使用者の適法な時季変更権の行使にもかかわらず就労がなされなかった場合に初めて争議行為が成立するというべきであり、その行使が結果として適法と認められた場合でも、解雇や懲戒処分が有効であるかどうかは慎重な検討を要する。

### 賃金算定
休暇日における賃金は、就業規則等で定めるところにより、取得日における契約内容によって、次のいずれかに基づいて支払わねばならない（第39条9項）。これは手続簡素化の見地より認められたものであるから、労働者各人についてその都度使用者の恣意的選択を認めるものではない（昭和27年9月20日基発675号）。
- 平均賃金
- その日の所定労働時間労働した場合に支払われる通常の賃金 - 通常の出勤をしたものとして取り扱えば足り、その都度計算を行う必要はない[41]。この場合、賃金台帳に年次有給休暇の日数・時間を該当欄に別掲し、括弧書きで記入する[42]。
- 健康保険法に定める標準報酬月額の30分の1相当額（10円未満四捨五入） - 労使協定[注 6] を締結しておく必要がある（当該協定を行政官庁に届出る必要はない）

時間単位年休の場合は、上記の額をその日の所定労働時間数で除した額となる。また、出来高払制その他の請負制による場合は、その賃金算定期間によって計算された賃金総額を当該総労働時間数で除した金額に、当該期間における1日平均所定労働時間数を乗じた金額が「通常の賃金」となる。変形労働時間制を採用している事業場における時給制労働者については、各日の所定労働時間に応じて算定される。
年次有給休暇の賃金は、有給休暇を与えた直後の賃金支払い日に支払わなければならない（第24条、昭和29年6月29日基発355号）。

### 消化義務
2019年（平成31年）4月1日より、使用者は年次有給休暇の日数が10労働日以上ある労働者については、1年あたり5日を与えて消化させることが義務となった（第39条7項）。年次有給休暇の取得率が低迷しており、いわゆる正社員の約16%が年次有給休暇を1日も取得しておらず、また、年次有給休暇をほとんど取得していない労働者については長時間労働者の比率が高い実態にあることを踏まえ、年5日以上の年次有給休暇の取得が確実に進む仕組みを導入することとしたものである（平成30年9月7日基発0907第1号）。「年次有給休暇の日数が10労働日以上ある労働者」とは、基準日に付与される年次有給休暇の日数が10労働日以上である労働者を規定したものであり、比例付与の対象となる労働者であって、今年度の基準日に付与される年次有給休暇の日数が10労働日未満であるものについては、仮に、前年度繰越分の年次有給休暇も合算すれば10労働日以上となったとしても、「有給休暇の日数が10労働日以上である労働者」には含まれない（平成30年12月28日基発1228第15号）。ただし、第39条5項（労働者が自ら時季指定して5日以上の年次有給休暇を取得した場合）又は6項（計画的付与により5日以上の年次有給休暇を取得した場合）の規定により年次有給休暇を与えた場合においては、当該与えた年次有給休暇の日数（当該日数が5日を超える場合には、5日とする。）分については、使用者による時季指定は不要である（第39条8項）。労働者が半日単位で年次有給休暇を取得した日数分については、0.5日として第39条8項の「日数」に含まれ、当該日数分について使用者は時季指定を要しない。なお、労働者が時間単位で年次有給休暇を取得した日数分については、第39条8項の「日数」には含まれない（平成30年12月28日基発1228第15号）。
同時に改正された時間外労働の要件とは異なり、中小企業への適用猶予はなく、全ての使用者に同日から消化義務が適用される。
この場合の使用者による時季指定の方法としては、例えば、年度当初に労働者の意見を聴いた上で年次有給休暇取得計画表を作成し、これに基づき年次有給休暇を付与すること等が考えられる（平成30年9月7日基発0907第1号）。使用者は、第39条7項の規定により、労働者に年次有給休暇を時季を定めることにより与えるに当たっては、あらかじめ、当該年次有給休暇を与えることを当該労働者に明らかにした上で、その時季について当該労働者の意見を聴かなければならない。また、使用者は、年次有給休暇の時季を定めるに当たっては、できる限り労働者の希望に沿った時季指定となるよう、聴取した意見を尊重するよう努めなければならない（平成30年9月7日基発0907第1号）。前年度からの繰越分の年次有給休暇を取得した場合は、その日数分を使用者が時季指定すべき5日の年次有給休暇から控除することとなる。なお、第39条7項、8項は、労働者が実際に取得した年次有給休暇が、前年度からの繰越分の年次有給休暇であるか当年度の基準日に付与された年次有給休暇であるかについては問わないものである（平成30年12月28日基発1228第15号）。休暇に関する事項は就業規則の絶対的必要記載事項であるため、使用者が第39条7項による時季指定を実施する場合は、時季指定の対象となる労働者の範囲及び時季指定の方法等について、就業規則に記載する必要がある（平成30年12月28日基発1228第15号）。
半日単位の年次有給休暇を労働者が取得した場合については、年次有給休暇を与えた場合として取り扱って差し支えない。また、労働者の意見を聴いた際に半日単位の年次有給休暇の取得の希望があった場合においては、使用者が年次有給休暇の時季指定を半日単位で行うことも差し支えない。これらの場合において、半日単位の年次有給休暇の日数は0.5日として取り扱う（平成30年9月7日基発0907第1号）。なお時季指定を時間単位年休で行うことは認められない（平成30年12月28日基発1228第15号）。付与期間の途中に育児休業から復帰した労働者等についても、5日間の年次有給休暇を取得させなければならない。ただし、残りの期間における労働日が、使用者が時季指定すべき年次有給休暇の残日数より少なく、5日の年次有給休暇を取得させることが不可能な場合には、その限りではない（平成30年12月28日基発1228第15号）。
法定の年次有給休暇とは別に設けられた特別休暇を取得した日数分については、第39条8項の「日数」には含まれない。なお、法定の年次有給休暇とは別に設けられた特別休暇について、今回の改正を契機に廃止し、年次有給休暇に振り替えることは法改正の趣旨に沿わないものであるとともに、労働者と合意をすることなく就業規則を変更することにより特別休暇を年次有給休暇に振り替えた後の要件・効果が労働者にとって不利益と認められる場合は、就業規則の不利益変更法理に照らして合理的なものである必要がある（平成30年12月28日基発1228第15号）。
第39条7項に違反した者は、30万円以下の罰金に処せられる（第120条）。

### 年次有給休暇管理簿
2019年（平成31年）4月1日より、使用者は、第39条5~7項の規定により年次有給休暇を与えたときは、時季、日数及び基準日を労働者ごとに明らかにした書類（「年次有給休暇管理簿」）を作成し、当該年次有給休暇を与えた期間中及び当該期間の満了後3年間保存しなければならないこととなった（規則第24条の7）。
年次有給休暇管理簿については、労働者名簿又は賃金台帳とあわせて調製することができる（規則第55条の2）。 なお、年次有給休暇管理簿については、第109条に規定する「重要な書類」には該当しない（平成30年9月7日基発0907第1号）。年次有給休暇管理簿に記載すべき「日数」としては、労働者が自ら請求し取得したもの、使用者が時季を指定し取得したもの又は計画的付与により取得したものにかかわらず、実際に労働者が年次有給休暇を取得した日数（半日単位で取得した回数及び時間単位で取得した時間数を含む。）を記載する必要がある（平成30年12月28日基発1228第15号）。

### 年次有給休暇の買取予約禁止
年次有給休暇の買上げの予約をし、これに基づいて第39条の規定により請求し得る年次有給休暇の日数を減じないし請求された日数を与えないことは、第39条違反である（昭和30年11月30日基収第4718号）。つまり、法律で付与されるべき年次有給休暇について、事前に買取の予約をすることによってその日数を減じないし与えないことは、禁止されている。法の趣旨はあくまで「現実の休暇の取得」であり、金銭による補償を行ったとしても年次有給休暇を与えたとみなすことはできない。
法定日数を超える日数を労使間で協約しているときは、その超過日数分については、第39条によらず労使間で定めるところによって取り扱って差支えない（昭和23年3月31日基発第513号、昭和23年10月15日基収3650号）ため、使用者が買取予約により消滅させることも可能である。
なお、法定日数分の年次有給休暇につき、労働者がその権利を行使せず時効や退職等の理由でこれが消滅するような場合、残日数に応じて調整的に金銭の給付をすることは、事前の買取と異なるため、法の趣旨からは外れるが、必ずしも禁止されていない。
年次有給休暇の買取をした場合、金銭の如何に係わらず給与所得にあたり、また社会保険料・労働保険料の算定にあたっては、賃金給与として算定の基礎となる。退職時に未消化の日数分を買取る場合は退職所得として計算する。買取額については一般的に労使で任意に定めることとなるが、金額は会社によってさまざまである。

### 時効
年次有給休暇の消滅時効は、年次有給休暇が取得可能となった時点を起算日として2年である（第115条、通達）。労働者が年次有給休暇の取得請求をせずにこの消滅時効にかかった年次有給休暇の未消化分については、全て無効となる。
就業規則等で「年次有給休暇は翌年度に繰り越してはならない」と規定しても、年度経過後における年次有給休暇の権利は消滅しない（昭和23年5月5日基発686号）。ただ、できるだけ年度内に有給休暇を取らせる趣旨の規定を設けることは差支えない。
ただし、法定を超える日数の年次有給休暇の消滅時効については、就業規則により使用者が任意に設定できる。企業によっては時効によって消滅した年次有給休暇を積み立て、復活させる制度（失効年次有給休暇積立制度）を設けているところもある。人事院「平成28年度民間企業の勤務条件制度等調査」によれば、正社員に対して失効年次有給休暇積立制度を導入している企業は29.6%（従業員500人以上の企業に限れば54.6%）、有期雇用従業員に対して失効年次有給休暇積立制度を導入している企業は12.1%（従業員500人以上の企業に限れば18.5%）にのぼる。

### 罰則
第39条各項（第7項を除く）に違反した使用者（第39条各項は使用者の義務を定めているので、違反した使用者に対する罰則となる）は、6箇月以下の懲役又は30万円以下の罰金に処せられる（第119条第1号）。

#### 年次有給休暇を取得した労働者に対する不利益な取扱い
年次有給休暇を取得した労働者に対して使用者が賃金の減額その他不利益な取扱い をすることは禁じられている（第136条）。不利益取扱いについては法施行当初より明文の規定がなくとも公序良俗に反するものとして行政指導が行われてきたが（昭和30年11月30日基収4718号、昭和53年6月23日基発355号）、昭和63年の改正法施行により法文上に明記された。ただし、第136条に違反した使用者に対する直接的な罰則は定められておらず、刑事的な強制力がないと解されている。
年次有給休暇を取得した労働者に対して使用者が各種の不利益な取扱いをすることは際限なく認められるものではなく、不利益な取扱いの程度によっては民事的には債務不履行や不法行為を構成し、使用者に損害賠償責任が生じる（名古屋高判金沢支平成10年3月16日、大阪地判平成10年9月30日）。特に、年次有給休暇を取得した労働者に対する不利益な取扱いが第39条で保障されている労働者の年次有給休暇の取得する権利の行使を抑制したり、その権利を保障した法の趣旨を実質的に失わしめる取扱いと認められる場合は、その取扱いは公序良俗に反し無効となる（民法第90条）。

### 取り扱い上の争い

#### 消化する年次有給休暇の付与分
年次有給休暇は、年次有給休暇が取得可能となった時点を起算日として2年で消滅時効にかかる（第115条、通達）が、前年度分の有給休暇取得権利を翌年に繰り越した場合の取り扱いについて、就業規則等に記載があればその見解が適用されることになるが、ない場合には争いがある。労働基準法では、有給休暇を取得した際に、前年度分の残日数から消化するのか、今年度付与された分から消化するのかを規定していない。
学説では、2つの見解に分かれる。1つは一般的な解釈に基づき「前年よりの繰越分から消化する」とする説で、もう1つは法律的には常識的な民法489条2号を根拠に「当年付与分から消化する」とする説である。
前者で推定すべきとする説では、後者については法で取り決めされている労働者の権利である年次有給休暇を付与することが使用者の債務に当たるかについて疑義があり、民法第489条第2号による必然性はないとされ、労使間での合意により取り決めされていない限りは前年度よりの繰越分から年次有給休暇を消化するものと解釈されている。
後者で推定すべきとする説では、法律上の権利であるのだから当然に法律の一般原則である民法が適用され、「労働者が年休を請求してきた場合、使用者は当該年度のものから使用することを指定でき、使用者がその指定をしなければ、労働者は前年度のものから使用することを指定できる。ただし、労働者の指定に対し使用者が遅滞なく異議を述べた時は法定充当により当該年度のものから使用したことになる（民法第488条）。また、使用者も労働者も何らの指定もしない時は法定充当により使用者にとって弁済の利益の多い当該年度のものから使用したことになる（民法第489条）。」と解釈されている。
厚生労働省の労働法コンメンタールでは前者の説が書かれている 一方で後者も書かれているが、行政指導は事実上後者の見解で行われている。

### 低い有給休暇取得率の原因と対策
| 調査年   | 取得率 |
| -------- | ------ |
| 平成9年  | 54.1%  |
| 平成10年 | 53.8%  |
| 平成11年 | 51.8%  |
| 平成12年 | 50.5%  |
| 平成13年 | 49.5%  |
| 平成14年 | 48.4%  |
| 平成15年 | 48.1%  |
| 平成16年 | 47.4%  |
| 平成17年 | 46.6%  |
| 平成18年 | 47.1%  |
| 平成19年 | 46.6%  |
| 平成20年 | 46.7%  |
| 平成21年 | 47.4%  |
| 平成22年 | 47.1%  |
| 平成23年 | 48.1%  |
| 平成24年 | 49.3%  |
| 平成25年 | 47.1%  |
| 平成26年 | 48.8%  |
| 平成27年 | 47.6%  |
| 平成28年 | 48.7%  |
| 平成29年 | 49.4%  |
| 平成30年 | 51.1%  |
| 平成31年 | 52.4%  |
| 令和2年  | 56.3%  |
| 令和3年  | 56.6%  |
| 令和4年  | 58.3%  |
| 令和5年  | 62.1%  |

日本は最低賃金の低さ、労働時間の長さ、長時間労働・有給休暇・休日の日数のどれをとっても先進国中、最低の部類であり労働水準に関しては未だ発展途上である。
厚生労働省の「令和5年就労条件総合調査」によれば、令和4年1年間に企業が付与した年次有給休暇日数（繰越日数を除く）は、労働者1人平均は17.6日（令和4年調査17.6日）、このうち労働者が取得した日数は10.9日（同10.3日）で、取得率は62.1%（同58.3%）となっており、昭和59年以降過去最高となっている。その要因として、平成31年4月より義務付けられた「有給5日取得」の影響とみられるが、政府の2020年目標である70%には未だ及んでいない。取得率を企業規模別にみると、従業員1,000人以上の企業では65.6%取得しているが、100人未満の企業では57.1%となっていて、企業規模が小さいほど取得率は低くなる傾向は従前から変わっていない。
また、内閣府の「平成25年ワーク・ライフ・バランスに関する個人・企業調査」における企業調査により、「自分に与えられた役割を果たし、付与された有給休暇のほとんどを消化すること」が人事評価でどのように考慮されるかについてみると、「人事評価では考慮されていない」が84.5%と極めて高くなっている。
これらの要因としては、日本では年次有給休暇の消化を容易にするための人員構成が「経営効率化や人材育成の面で無駄が多い」として、年次有給休暇の消化に消極的な経営者が多いうえ、労働者の側にも労働組合の未組織や年次有給休暇の取得をためらわせる社内風土の存在等様々な事情が絡んでいるためではないか、と言われている。一つの要因として、組織学者の太田肇は労働政策研究・研修機構の調査結果を援用しながら「周りから認められるために」休暇取得をためらう実態があることを明らかにしている。
年次有給休暇を時間単位で取得できる制度がある企業割合は「平成29年就労条件総合調査」では18.7%である。年次有給休暇の計画的付与制度がある企業割合は 43.9%（令和4年調査 43.1%）となっており、これを計画的付与日数階級別にみると、「5~6日」が 72.4%（同 71.4%）と最も高くなっている。
職場の雰囲気や事業主・経営者など使用者側の意向などの理由により、労働者の権利として法的に認められているはずの年次有給休暇の取得をためらわせたり取得しづらい労働環境などは本来は労使交渉で解決するべきものであるが、労働者が年次有給休暇を申請したときに、取得できる状況であるにもかかわらず使用者側が年次有給休暇の取得を認めない場合は、使用者側の労働基準法違反として所轄労働基準監督署へ相談、申告したり、終局的には裁判所へ提訴する手段もある。
厚生労働省は日本の労働者における有給休暇の取得率の低さを問題視し、うつ病や過労死、過労自殺に繋がる大きな要因であると危惧しており、労働時間の短縮や年次有給休暇の完全取得を事業主に促進する取り組みを旧労働省時代から進めている。
1990年の「連続休暇取得促進要綱」では ｢年次有給休暇の平均20日付与、20日取得｣という目標のもとに「意識改革とシステムづくり」等を強調する。1995年の「ゆとり休暇促進要綱」では「まとまった日数の連続した休暇」「個人の希望を活かした休暇」「ライフ・スタイルやワーク・スタイルに合わせた目的別休暇」といったコンセプトを提唱する。2000年「長期休暇の普及に向けて」では「1週間程度を最低単位として2週間程度の休暇」と期間を明示し、週休2日の週休日と年次有給休暇を組み合わせて実現を図ろうとする。2004年「職業生活活性化のための年単位の長期休暇制度等に関する研究会報告書」では「一定以上のまとまった期間、 少なくとも1年以上の期間を対象」とする休暇を提唱する。2010年4月1日から適用された「労働時間等の見直しガイドライン」では当面の目標として2020年までに年次有給休暇取得率を70%まで上げるよう求めている。2020年5月に閣議決定された「少子化社会対策要綱」では2025年までに取得率を70%にする目標が掲げられた。2014年度からは毎年10月を「年次有給休暇取得促進期間」と定め、集中的な広報活動を行っている。ただしこれらはいずれも労使の自主的な交渉を促すものであり、法的な強制力はない。

#### 有給休暇と賞与査定
労働者が有給休暇を取得した日を欠勤として扱い賞与を減額することは許されない（最三小判平成4年2月18日）。労働者が有給休暇を取得した日や土曜日・祝日といった出勤を要しない日（実質休日）は、第39条のいう全労働日には含まれず、賞与の計算にあたって欠勤として見なすことは許されない。

#### 有給休暇と皆勤手当
国や行政が労働者の長時間労働によるうつ病などの精神疾患や過労死、過労自殺を防ぐための時短政策の一環として有給休暇取得率の向上を進めているが、皆勤手当が存在する企業では労働者にとって有給休暇の取得をためらわせる原因の1つでもあり、第136条において有給休暇を取得した労働者に対し使用者は賃金の減額や不利益な取り扱い をしないよう定められているため、有給休暇の取得による皆勤手当の不支給または減額は不適切な行為として各県担当課や地方労働局などが警鐘を鳴らしている。ただし、労働基準法上、罰則は設定されていないため、労働基準監督官等へ申告しても、結局は強制力のない行政指導が行なうまでしかできない。罰則がないので、送検のような刑事処分をすることは理論的に不可能である。
皆勤手当を定めている事業所において、有給休暇を取得した労働者を欠勤として取り扱い皆勤手当てを支給しないことに対し、賃金の不当な不払いとして違法とする判決が下されている（横浜地判 昭和51年3月4日）一方で、有給休暇の取得による皆勤手当の不支給または減額は第39条の精神に反するとしつつも、皆勤手当の不支給または減額は公序に反するとして無効の主張はできないとする最高裁判例がある（最判平成5年6月25日）。
後者の判例では、皆勤手当の金額が支給される給与の月額に対し2%にも満たない小額（最大で1.85%）であったこと、事業内容から日々の業務において欠員が出ることによる収益の悪化が確実視されることから、皆勤手当の不支給または減額は有給休暇の取得を一般的に抑制する趣旨に出たものではないと判断された。つまり、有給休暇取得による皆勤手当の不支給または減額が無効と判断されるか否かはケースバイケースであり、個々の事案の状況から判断される。

### 船員における規定
船員（船員法第1条に定める「船員」）には労働基準法の年次有給休暇の規定は適用されず（第116条）、別途船員法によって有給休暇（船員法では「年次」の語はつかない）の規定が定められている。海上労働においては長期にわたり陸上を離れて航行することや、船員の雇入契約は一般的に乗船ごとの有期契約であること等から、労働基準法とはかなり異なった規定となっている。
船舶所有者は、船員が同一の事業に属する船舶において初めて6か月間連続して勤務（船舶の艤装又は修繕中の勤務を含む。以下同じ。）に従事したときは、その6か月の経過後1年以内にその船員に所定の日数の有給休暇を与えなければならない。ただし、船舶が航海の途中にあるとき、又は船舶の工事のため特に必要がある場合において国土交通大臣の許可 を受けたときは、当該航海又は工事に必要な期間（工事の場合にあっては、3か月以内に限る。）、有給休暇を与えることを延期することができる（船員法第74条1項）。船舶所有者は、船員が1項の規定により与えられた有給休暇に係る連続した勤務の後に当該同一の事業に属する船舶において1年間連続して勤務に従事したときは、その1年の経過後1年以内にその船員に所定の日数の有給休暇を与えなければならない（船員法第74条2項）。1項ただし書の規定は、2項の場合について準用する（船員法第74条3項）。
- 以下の期間は、連続して勤務に従事した期間の計算については、同一の事業に属する船舶において勤務に従事した期間とみなす（船員法第74条4項）。
  - 同一の事業に属する船舶における勤務に準ずる勤務として国土交通省令で定めるものに従事した期間（船員法施行規則第49条の2）
    1. 他の船舶所有者の行う事業に属する船舶における勤務（他の船舶所有者に雇用されて従事したものを除く。3において同じ。）
    2. 船舶における勤務に係る技能の習得及び向上等を目的として受ける教育訓練であつて、船舶所有者の職務上の命令に基づくもの
    3. 係船中の船舶における勤務
    4. 同一の船舶における連続した勤務のうち当該船舶が他の船舶所有者の事業に属する間に従事したもの

  - 育児休業又は介護休業をした期間
  - 産前産後休業期間

付与日数は、最初の連続勤務6か月につき15日（沿海区域、平水区域を航行区域とする国内船については10日)、その後連続勤務3か月を増すごとに5日（沿海区域、平水区域を航行区域とする国内船については3日）の有給休暇を付与しなければならないこととなっている。ただし、国土交通大臣の許可を受けたときは、その延期した期間1か月を増すごとに2日（沿海区域、平水区域を航行区域とする国内船については1日）の有給休暇を加えることとなっている（船員法第75条1項、2項）。次の連続勤務1年間につき25日（沿海区域、平水区域を航行区域とする国内船については15日）、その後連続勤務3か月を増すごとに5日（沿海区域、平水区域を航行区域とする国内船については3日）の有給休暇を付与しなければならないこととなっている。この場合も、国土交通大臣の許可を受けたときは、その延期した期間1か月を増すごとに2日（沿海区域、平水区域を航行区域とする国内船については1日）の有給休暇を加えることとなっている（船員法第75条3項、4項）。
有給休暇を与うべき時期及び場所については、船舶所有者と船員との協議による（船員法第77条1項）。つまり、労働基準法と異なり、労働者の一方的な時季指定も、船舶所有者の時季変更権も認められていないが、実際には船舶所有者は正当な理由がない限り船員の要求を拒否できないこととなっている。また、有給休暇は一括付与が原則であるが、実際には日本の船員業界では「3か月乗船+1か月休暇」とする労働慣行が根付いていていることから、労働協約の定めがあるときは分割付与も可能となっている（船員法第77条2項）。
船舶所有者は、有給休暇中船員に給料並びに国土交通省令の定める手当及び食費を支払わなければならない（船員法第78条1項）。また、船舶所有者は、有給休暇を請求することができる船員が有給休暇を与えられる前に解雇され、又は退職したときは、その者に与うべき有給休暇の日数に応じ1項の給料、手当及び食費を支払わなければならない（船員法第78条2項）。つまり、労働基準法と異なり、未消化の有給休暇に対する退職時の金銭等の給付が義務付けられている。
有給休暇の規定は、以下の船舶については適用しない（船員法第79条）。
- 漁船[注 13]
- 船舶所有者と同一の家庭に属する者のみを使用する船舶

## 欧米の有給休暇

### アメリカ合衆国
アメリカ合衆国の労働に関する法律にはFair Labor Standards Actがある。しかし、アメリカ合衆国はILO52号・132号条約を批准していない。そのため企業に有給休暇を義務付ける法令は存在せず、これは先進国で唯一の事例である。有給の権利は労使の交渉で決すべきとの考えが強く、交渉力の弱い労働者は有給取得がままならないのが実情である。アメリカ経済政策研究センターが2013年5月に公表した調査によると、アメリカ人労働者の4人に1人は、有給休暇を全く取っていない。ただ逆に言えば法的制度が完備されていないなかで約4分の3の企業は有給休暇制度を実施しているわけで、これには欧州からの移民国家として発展してきたアメリカの歴史的側面と、経営者の使命として企業会計原則（特に有給休暇・病欠休暇について定めたFAS43の規定）の順守が求められることがあげられる。またアメリカでは未消化の有休を最終的にすべて買い上げることが慣行化されている。

### イギリス
イギリスの有給休暇制度はEmployment Rights Act等の法律で定められており、全ての労働者を対象に週の就労日×5.6日（最長28日）の年次有給休暇が認められている。

### フランス
法定年休は25日。有給休暇制度は労働法典のCode du Travailで定められており、労働者が10日以上継続勤務した場合、1ヶ月につき2.5労働日の年次有給休暇が認められる。また、法定期間（5月1日～10月31日）にはメイン休暇として一定日数（2週間～4週間）の休暇を連続して取得することが義務づけられている。